# Von ganzem Herzen (1998)
Von ganzem Herzen (Hindi: दिल से, Urdu: دل سے, Dil Se) ist ein indischer Spielfilm von Mani Ratnam aus dem Jahr 1998. Er ist Teil einer politischen Trilogie Mani Ratnams, zu der auch die Filme Roja (1992) und Bombay (1995) gehören, und thematisiert die Unruhen im Nordosten Indiens.
Die deutsche Erstausstrahlung erfolgte am 23. Februar 2005 auf dem Kulturkanal arte als OmU-Fassung.

## Handlung
Amar Varma, Radioreporter von All India Radio, reist in das nordostindische Assam, um dort die Menschen zum Thema „50 Jahre Unabhängigkeit“ zu befragen. Auf einem einsamen Bahnhof begegnet er einer unbekannten Schönen, die nach anfänglichem Schweigen einwilligt, sich von Amar einen Tee spendieren zu lassen – nur um dann wegen des einfahrenden Zuges Amar buchstäblich im Regen stehen zu lassen.
Bei seiner weiteren Arbeit, bei der er unter anderem zusammen mit seinem Tonmann Shukla Rebellen interviewt, trifft er mehrmals auf das Mädchen, das ihm zu verstehen gibt, er solle von ihr lassen, ihm dann erzählt, dass sie verheiratet sei. Ihre Cousins unterstreichen dies schlagkräftig, doch Amar will die Schöne nicht vergessen.
Im Himalaja-Grenzgebiet trifft er wiederum auf die Schöne, deren Name – wie sich herausstellt – Meghna lautet und die sich in einem Bus plötzlich als seine Frau ausgibt. Beide verbringen einige Zeit miteinander; es scheint sich zwischen beiden etwas zu entwickeln, bis Meghna plötzlich spurlos verschwindet. 
Zurück in Delhi wird Amar mit der arrangierten Hochzeit mit Preeti konfrontiert, nur um wiederum Meghna über den Weg zu laufen. Während die Hochzeitsvorbereitungen in vollem Gange sind, nimmt Amar Meghna in sein Haus auf und besorgt ihr einen Job bei All India Radio.
Währenddessen kommt der indische Geheimdienst auf die Spur Meghnas und Amars. Es stellt sich heraus, dass Meghna einer Terrorgruppe angehört, die die Feierlichkeiten zum 50. Unabhängigkeitstag stören wollen. Amar kann sie stoppen und beide sprengen sich in die Luft.

## Hintergrund
Von ganzem Herzen ist ein außergewöhnlicher Film, weil er Probleme anspricht. Dies spiegelt sich traditionell immer in den Einspielergebnissen wider, die in Indien enttäuschend, in Übersee dafür hitverdächtig waren. Der Film hat untypisch für Bollywood kein übliches Ende. In diesem Film debütierte Preity Zinta, die in anderen Filmen wie Veer und Zaara – Die Legende einer Liebe (Veer-Zaara) und Lebe und denke nicht an morgen (Kal Ho Naa Ho) zum Star wurde.

## Synchronisation
Obwohl bereits im März 2005 eine deutsche DVD-Veröffentlichung des Films im Originalton mit deutschen Untertiteln stattfand, entschloss sich Rapid Eye Movies Ende 2009 eine deutsche Synchronfassung auf den Markt zu bringen. Für die deutsche Synchronisation wurde das Synchronstudio Berliner Synchron AG Wenzel Lüdecke beauftragt, Dialogregie führte Monica Bielenstein.
| Darsteller      | Rolle             | Synchronsprecher   |
| --------------- | ----------------- | ------------------ |
| Shahrukh Khan   | Amarkanth Varma   | Pascal Breuer      |
| Piyush Mishra   | CBI-Ermittler     | Thomas Nero Wolff  |
| Manisha Koirala | Meghna            | Marie Bierstedt    |
| Mita Vasisht    | Mita              | Sabine Arnhold     |
| Preity Zinta    | Preeti Nair       | Katrin Fröhlich    |
| Raghuvir Yadav  | Shukla            | Michael Iwannek    |
| N. N.           | Amarkanths Mutter | Monica Bielenstein |
| N. N.           | Postbeamter       | Michael Pan        |
| N. N.           | Taxifahrer        | Lutz Schnell       |

## Auszeichnungen
Berlinale 1999
- - Network for the Promotion of Asian Cinema – Special Mention an Mani Ratnam

Filmfare Award 1999
- - Beste Musik
  - Bester Liedtext
  - Bester Playbacksänger
  - Beste Choreografie
  - Beste Kamera

Screen Award 1999
- - Bester Playbacksänger
- Zee Cine Award
  - Bester Playbacksänger

## Kritiken
„Letztlich ist Dil Se denn auch kein Politthriller, sondern „nur“ eine Liebestragödie, die jedoch bestechend direkt und eindringlich das Tragödische des Terrorismus einbindet und zur Schau stellt, indem er traurige Besessenheit mit Gutmenschen-Hoffnung kollidieren und beide aneinander ausradieren lässt. Dass er keinen Lösungsverweis jenseits der Welt des persönlichen Leids und seiner Kinotraumwelt anbietet, ehrt ihn dabei.“

„Typische "Bollywood"-Produktion, die sich den politischen Konflikten des Landes in Form einer filmischen Fantasie mit ebenso ausgedehnten wie schwerelosen Tanzszenen widmet.“